# 临朝称制
临朝称制是指古代中国、日本等东亚国家在君主制时代由皇后、皇太后或太皇太后等女性统治者代理皇帝（朝鲜、越南、琉球等国称国王，日本称天皇）执掌国政。如果男性代理国政称摄政、监国。临朝称制由中国西汉时的吕后所开创，自有临朝称制以来，基本所有皇朝都有此现象，惟独明朝未有一位皇太后在皇帝年幼時进行临朝称制（但萬曆帝年幼繼位，李太后亦有代為攝政，重用張居正）， 这与自明太祖所制定的《皇明祖训》有着密切的关系。

## 詞源
「臨朝」為處理國政，如天子臨朝或太后臨朝。「稱制」為行使天子的職權，如《後漢書·卷三·肅宗孝章帝紀》：「帝親稱制臨決，如孝宣甘露石渠故事，作白虎議奏。」在詞源上皆無女主政治的含意。太后臨朝始於戰國時期，正式形成為一種女主政治在西漢呂后之時，東漢開始制度化。儒家荀子一派將女主、詐臣、貪吏稱為「三亂」，南宋以後以朱熹的新儒學，也呼應荀子的看法，故影響明清兩代。在此之前，女主政治是中國傳統宗法制度及尊母傳統下作為男權政治的補充或權宜，是被儒家為主的士大夫所接受的。女主政治因身份的不同，而有不同的參與方式，僅有太后及太皇太后等級且直接參與政事才稱為臨朝稱制或臨朝聽政，如間接參與則稱為「干政」或「預政」，皇后參與政事與太子監國相同，因成年皇帝仍在，並不稱為臨朝稱制，皇后直接參與稱為「擅權專政」或「聽政代政」，間接參與稱為干政、預政或賢后、諫正。
临朝即“当朝处理国政”之意；从秦始皇开始皇帝的命令专称“制”、“诏”，布告公文称“诰”，后妃掌权后代理皇帝职责，其命令自然上升到皇帝的级别，所以叫“称制”，即“行使皇帝权力”之意；两者合称，即临朝称制，该词在正史中最早出现于班固的《汉书·高后纪》：“惠帝崩，太子立为皇帝，年幼，太后临朝称制，大赦天下。”

## 历史

### 中国
- 春秋戰國（共2位。较早有秦出公母因儿子年幼而主政，仅知她任用宦官，其余不详。）
  - 秦國-宣太后（臨朝稱制共四十一年。）
  - 趙國-趙威

- 西汉（共2位）
  - 吕雉（稱制共十五年，呂氏一族隨之榮哀。）
  - 王政君

- 东汉（共6位，是中國歷史上皇太后臨朝稱制人數最多者。）
  - 窦太后
  - 邓绥
  - 阎姬
  - 梁妠
  - 竇妙
  - 何太后

- 东晋（共2位）
  - 庾文君
  - 褚蒜子（曾多次臨朝，但不戀棧權位。）
- 北魏（共2位）
  - 馮太后
  - 胡太后

- 唐朝（共2位）唐朝第一位皇太后武则天，亦为中国唯一的女皇帝

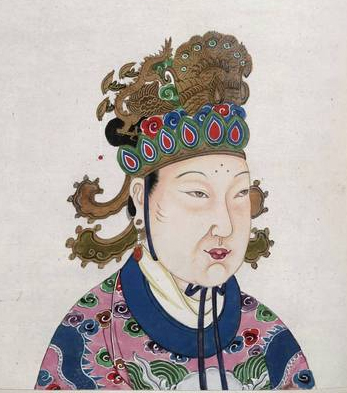
唐朝第一位皇太后武则天，亦为中国唯一的女皇帝

  - 武则天（臨朝稱制二十四年，在位十五年，為中國唯一的女皇帝。）
  - 韋太后

- 辽朝（共3位）
  - 述律平
  - 萧绰
  - 蕭耨斤
- 北辽（共1位）
  - 萧德妃
- 西辽（共2位）
  - 蕭塔不煙
  - 耶律普速完（為先帝之妹，是中國史上唯一以非先朝皇后或皇太后身分稱制者。）

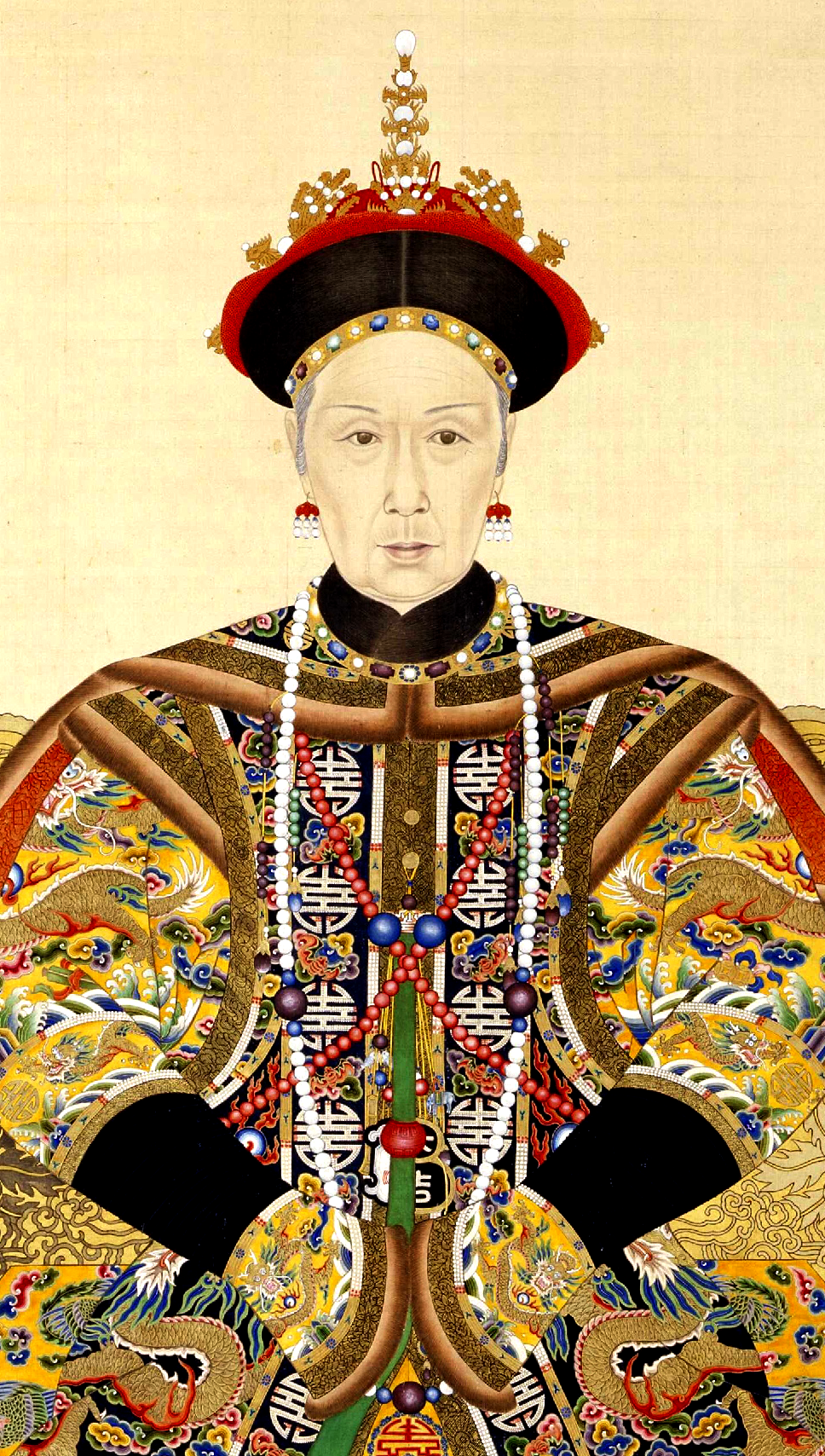
同治、光绪两朝的實際統治者慈禧太后

- 西夏（共5位）
  - 没藏太后
  - 大梁太后
  - 小梁太后

- 北宋（共4位）
  - 刘太后
  - 高滔滔
  - 曹太后
  - 向太后

- 南宋 (共4位)
  - 孟太后
  - 吳太后
  - 楊太后
  - 謝道清

- 元朝（共3位）
  - 卜答失里

- 清朝（共2位）同治、光绪两朝的實際統治者慈禧太后
  - 慈安太后
  - 慈禧太后

### 日本
- 神功皇后（臨朝稱制共六十九年，百歲而崩[註 1]。）
- 飯豐青皇女（有短暫即位為女天皇的紀錄，稱飯豐天皇。）
- 間人皇女（有疑似短暫即位為女天皇的紀錄，稱中皇命。）
- 鵜野讚良皇后（天武天皇崩後臨朝稱制2年，子草壁皇子死後始即位，稱持統天皇。）
- 西園寺寧子（北朝在室町幕府將軍足利義詮的策畫下，天皇、上皇皆被擄去，因而由國母西園寺寧子代理朝政。）

### 引用
1. ↑  王俊良，《中国历代国家管理辞典》，吉林人民出版社2002年6月（ISBN 7206039839），第1783页（该书定义只提到了皇太后，而没有提到皇后和太皇太后）。
2. ↑  《荀子‧強國》篇謂：「……女主亂之宮，詐臣亂之朝，貪吏亂之官。」
3. ↑  以上部分參考杜芳琴，《中國歷代女主與女主政治略論》，頁35～37；鮑家麟，《中國婦女史論集四集》，臺北：稻鄉出版社，1977。
4. ↑  见《辞源》（商务印书馆）“临朝”条。
5. ↑  见《辞海》（上海辞书出版社）、《辞源》（商务印书馆）“称制”条。